# Вик из Вегаса
Вик из Вегаса (англ. Vegas Vic) — неоновый знак, изображающий ковбоя, который установлен у входа в казино Pioneer Club Las Vegas (25, Фримонт-стрит, Лас-Вегас, Невада, США) в 1951 году.

## История
Данный неоновый знак стал новинкой своего времени: высокий ковбой, дружелюбно помахивающий рукой, в то время как все окружающие его неоновые рекламы представляли собой обычный текст или несложную графику. Его популярность быстро распространилась по всему миру, зачастую с некоторыми отступлениями от оригинала, ковбоя стали копировать разнообразные заведения, желающие привлечь посетителей.
Высота знака составляет 12,2 метра (40 футов), он весит 6 тонн, его создала, подключила к электричеству и обслуживала компания YESCO, дизайнером выступил Пэт Деннер (англ.). У ковбоя приветственно двигалась рука, в губах перекатывалась сигарета, он подмигивал и пускал кольца дыма, а каждые 15 минут восклицал Howdy Podner! (с середины 1950-х годов).
Согласно местной легенде, в 1966 году известные киноактёры Ли Марвин и Вуди Строуд остановились в гостинице The Mint Las Vegas, расположенной неподалёку от Вика, так как здесь проходили съёмки фильма «Профессионалы». Они пожаловались, что голос у ковбоя слишком громкий, и поэтому казино «заставило» знак замолчать. Вик молчал около двух десятилетий и снова заговорил лишь во второй половине 1980-х годов, однако к 2006 году вновь «онемел». Рука знака перестала двигаться ещё в 1991 году. В 1994 году от полей шляпы ковбоя были отрезаны несколько футов в связи со строящейся здесь пешеходной зоной Fremont Street Experience.
В 1995 году «Pioneer Club Las Vegas» закрылось, в его здании расположился сувенирный магазин, и с тех пор за знаком следят нерегулярно. Музей неона предлагал реставрацию и обслуживание знака, но владелец здания отказался от предложения.

## В популярной культуре
- В фильме 1957 года «Невероятно огромный человек» гигант Гленн Маннинг наносит сильный урон Лас-Вегас-Стрип, в том числе уничтожает Вика из Вегаса[5].
- Вик из Вегаса показан крупным планом в фильме «Да здравствует Лас-Вегас!» (1964)[5].
- Вик из Вегаса показан крупным планом в фильме «Бриллианты навсегда» (1971)[5].
- В эпизоде «Я женат на Мардж» (1991) мультсериала «Симпсоны» Вик из Вегаса установлен у входа в часовню, где поженились Гомер и Мардж.
- Вик и Вики из Вегаса показаны крупным планом в фильме «Дорогая, я увеличил ребёнка» (1992), в эпизоде, где огромный малыш Адам Залински использует Фримонт-стрит как игровую площадку.
- В рекламе 1994 года пива Miller главные герои — Вик и Вики из Вегаса, оживающие под песню Джей Джей Кейла «После полуночи[англ.]»[9].
- Вик из Вегаса показан крупным планом в фильме «Казино» (1995)[5].
- В компьютерной игре Grand Theft Auto: San Andreas (2004) Вик и Вики из Вегаса хорошо заметны в локации «Лас-Вентурас»[10].
- В компьютерной игре Fallout: New Vegas (2010) союзник игрока, робот Виктор, имеет лицо Вика из Вегаса, и приветствует его обращением Howdy, partner!
- Вик из Вегаса в различных вариациях присутствует на заднем плане во время исполнения группой The Killers песни «The Man[англ.]» (2017) на арене Newcastle Metro Radio Arena 10 ноября 2017 года[11].

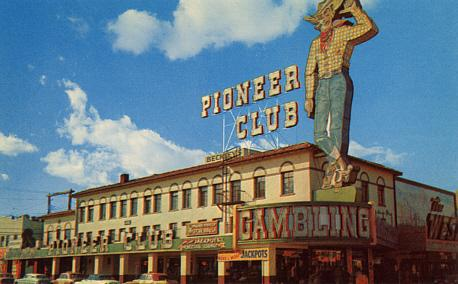
Pioneer Club Las Vegas[англ.] вскоре после установки знака (1950-е)
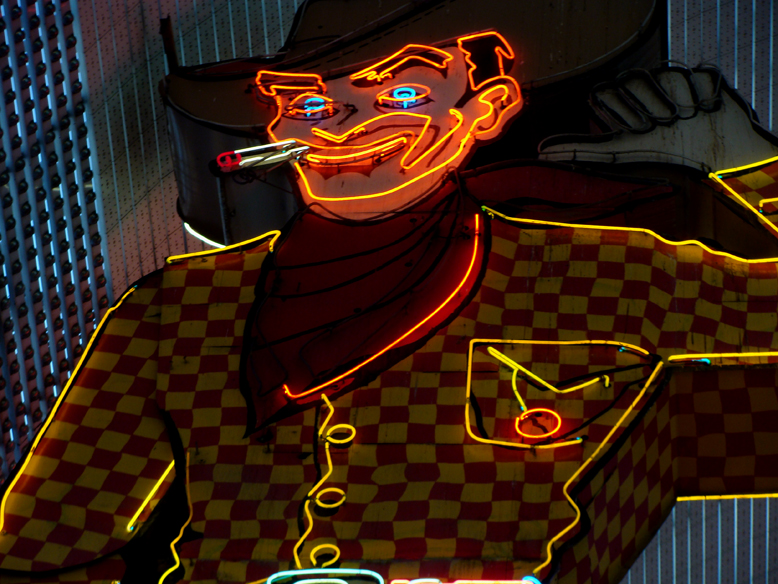
Верхняя часть знака, фото 2008 года
Вики из Вегаса (Нахальная Салли)[12], установленная в 1980 году у входа в стрип-клуб неподалёку[13], «жена Вика из Вегаса» (с 1994 года)[14]; фото 2009 года
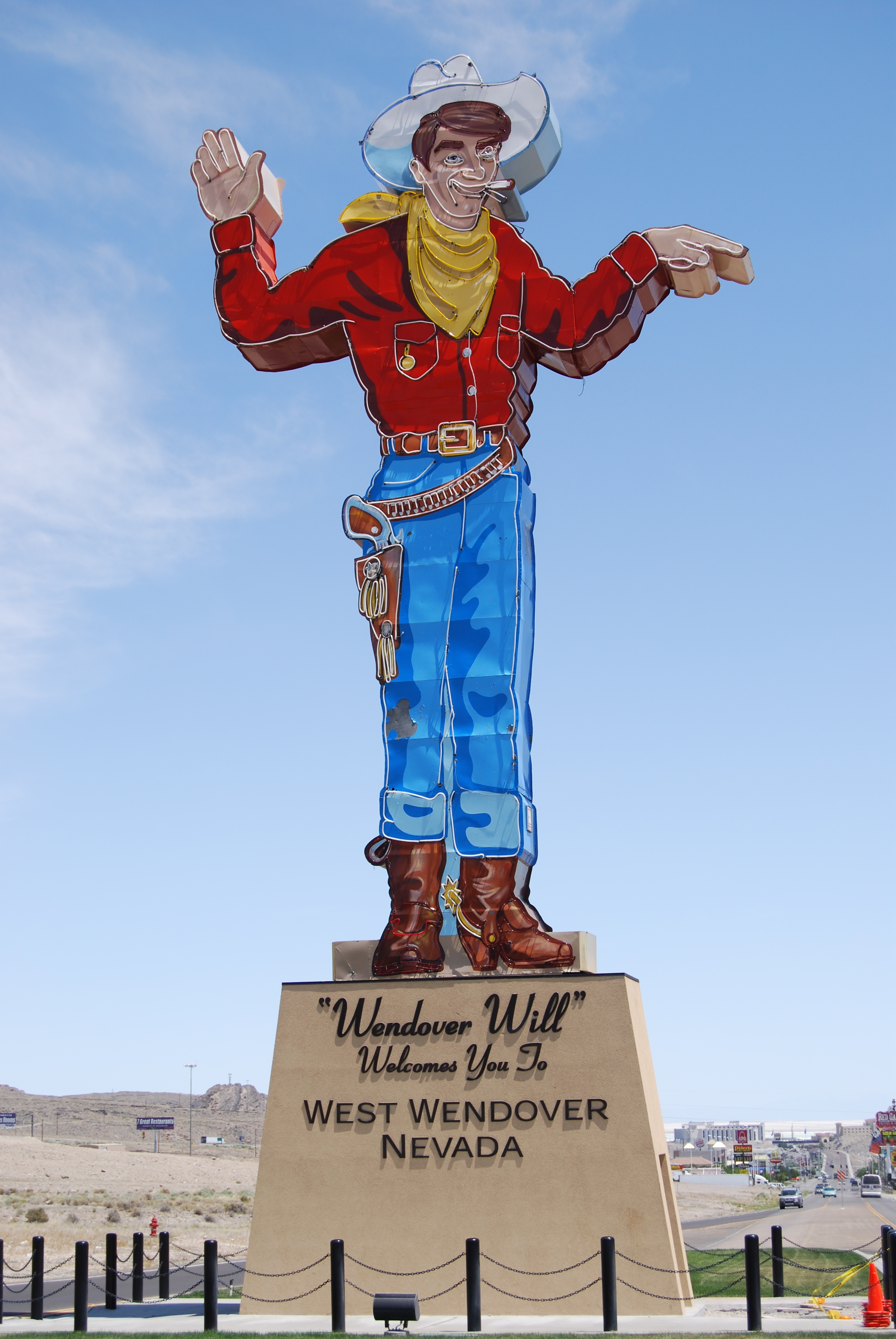
Уэндовер Уилл (казино «Граница штата», г. Уэст-Уэндовер[англ.], Невада, возведён в 1952 году); фото 2007 года
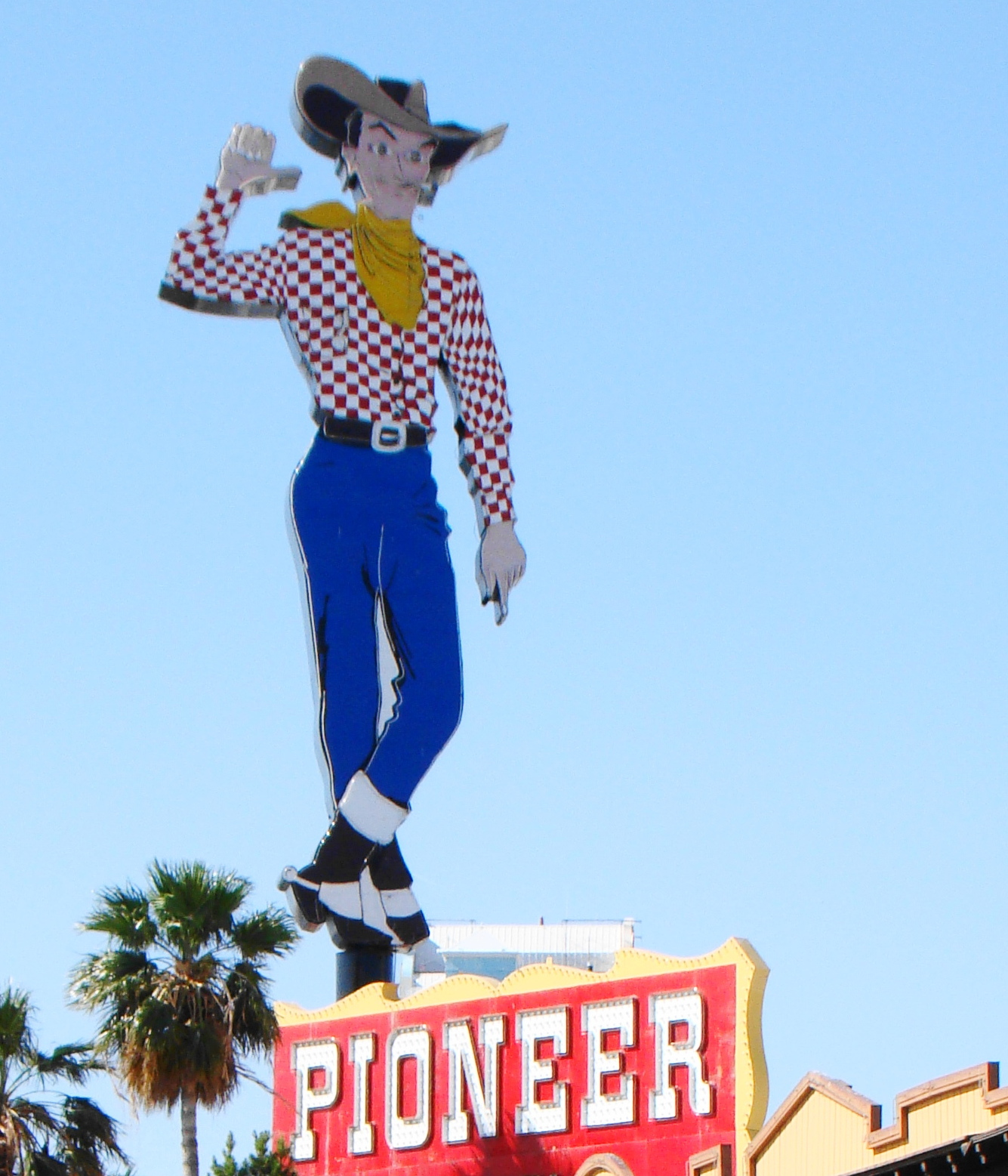
Речной Рик (гостиница-казино Pioneer Hotel & Gambling Hall[англ.], г. Лафлин[англ.], Невада, возведён в 1981 году); фото 2009 года